# Ansty Cross
Ansty Cross – wieś w Anglii, w hrabstwie Dorset. Leży 15 km na północny wschód od miasta Dorchester i 173 km na południowy zachód od Londynu.